# 파푸아뉴기니 요리

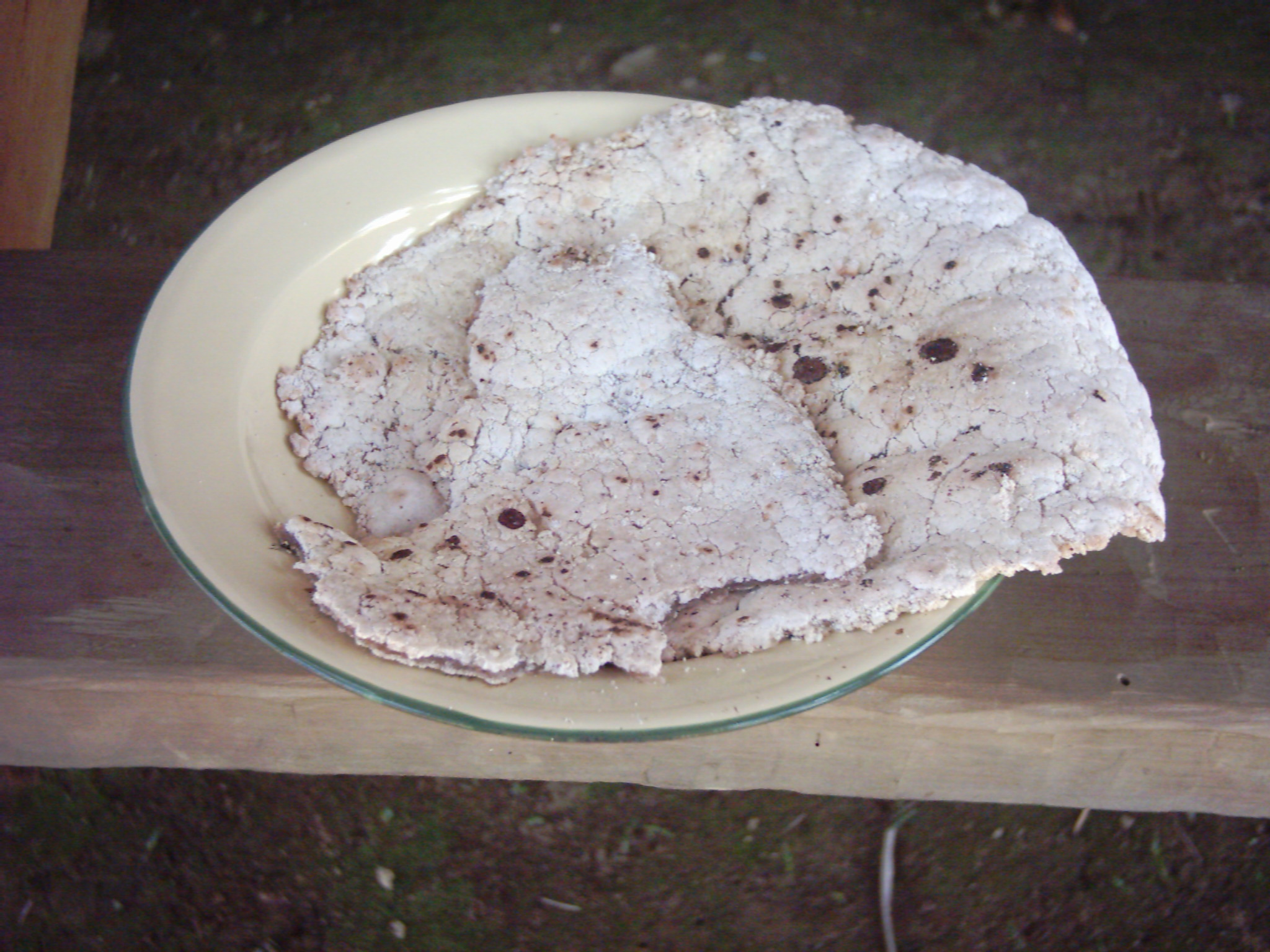

파푸아뉴기니 요리(Papua New Guinea 料理, 영어: Papua New Guinean cuisine 패푸어 뉴 기니언 퀴진[*], 톡 피신: kaikai bilong Papua Niugini 카이카이 빌롱 파푸아 니우기니)는 오스트레일리아 대륙에 있는 파푸아뉴기니의 요리이다.

## 같이 보기
- 멜라네시아 요리